# البحر الكاريبي
الْبَحْرُ الْكَارِيبِي أو بَحْرُ القَرَائِبِ هو مسطح مائي استوائي، يعد أحد أفرع المحيط الأطلسي جنوب شرق خليج المكسيك. يحد البحر من الجنوب أمريكا الجنوبية ومن الغرب أمريكا الوسطى وتحده من الشمال جزر الأنتيل المكونة من جزر الأنتيل الكبرى (كوبا وجامايكا وهسبنيولا وبورتوريكو) بينما تحده جزر الأنتيل الصغرى من الشرق.
تُعرف المنطقة الكاملة للبحر الكاريبي والجزر العديدة في الهند الغربية والسواحل المجاورة لها مجتمعة باسم الكاريبي. البحر الكاريبي هو واحد من أكبر البحار وتبلغ مساحته حوالي2,754,000 كـم2 (1,063,000 ميل2). أعمق نقطة في البحر هي حوض كايمان، بين جزر كايمان وجامايكا، في 7,686 م (25,217 قدم) تحت مستوى البحر. يحتوي ساحل البحر الكاريبي على العديد من الخلجان مثل: خليج غوناف، خليج فنزويلا، خليج دارين، خليج البعوض، خليج باريا وخليج هندوراس.

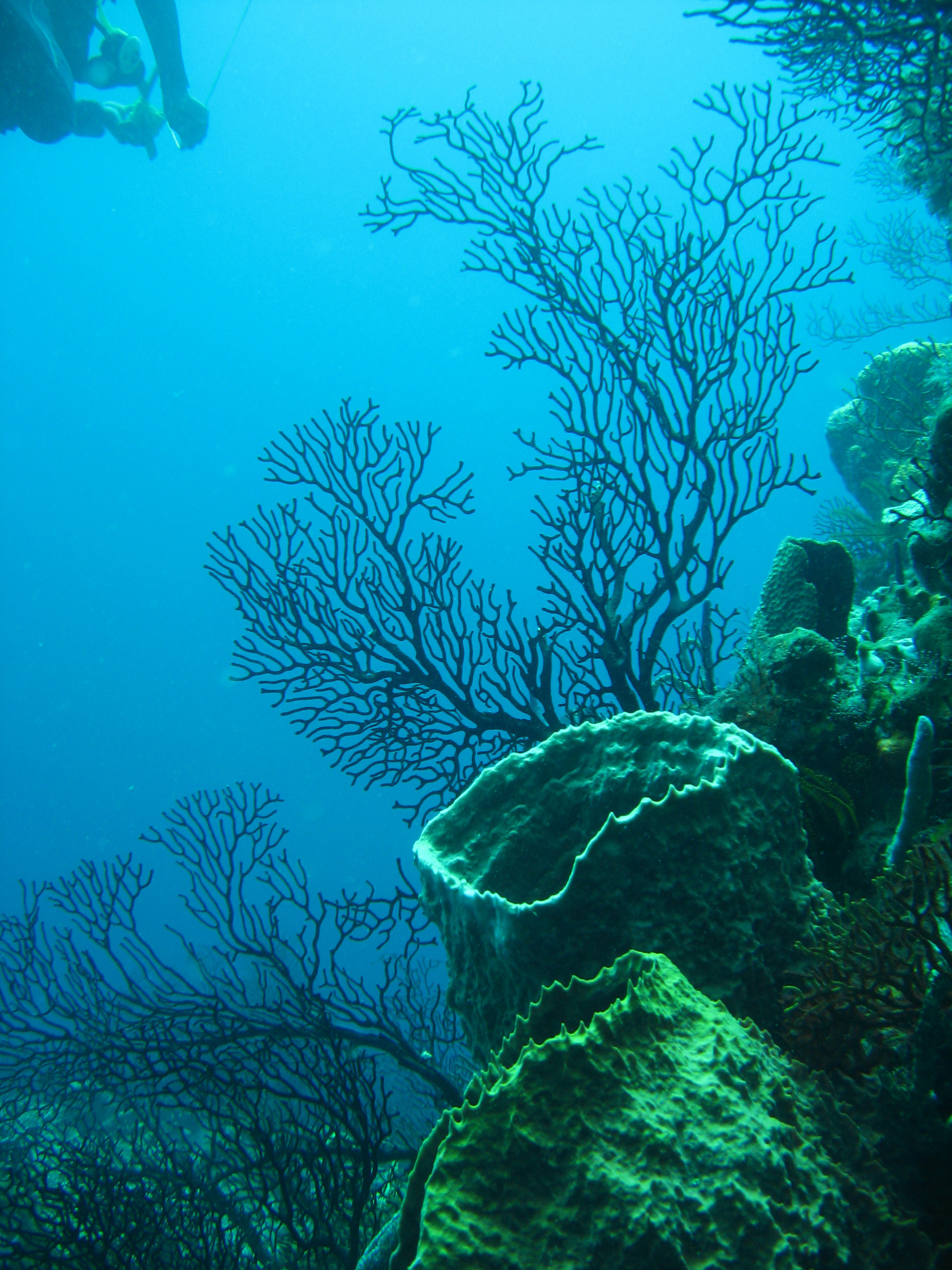
الشعاب المرجانية بالقرب من سوفريير كوارتر ، سانت لوسيا

يحتوي البحر الكاريبي على ثاني أكبر شعاب مرجانية في العالم وهو شعاب المايا العظمى. حوالي 1,000 كـم (620 ميل) على طول سواحل المكسيك وبليز وغواتيمالا وهندوراس .

## التاريخ

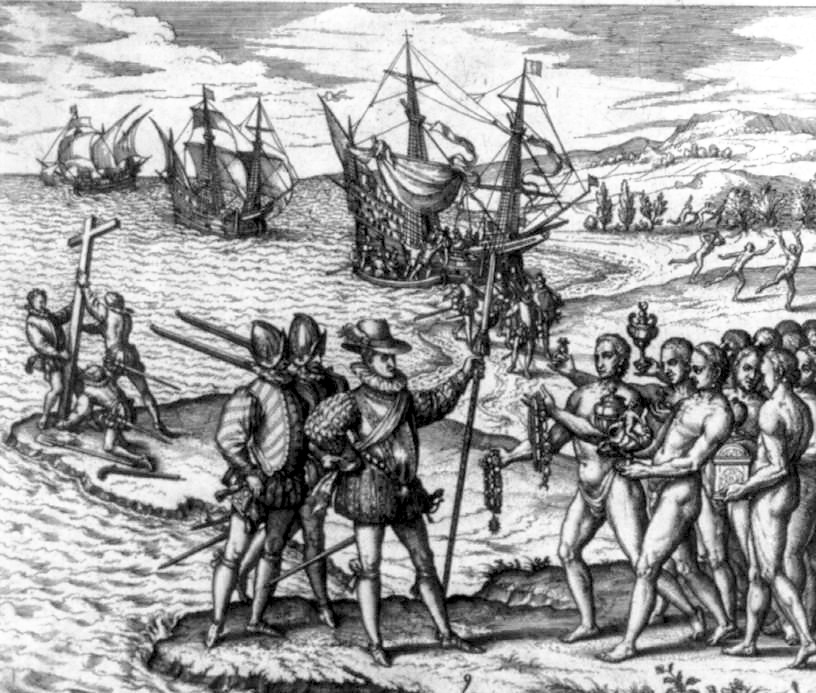
كريستوفر كولومبوس يرسو على هيسبانيولا في عام 1492.

أُشتق اسم «الكاريبي» من مجموعة الكاريب، إحدى المجموعات الأمريكية الأصلية المهيمنة في المنطقة في وقت الاتصال الأوروبي خلال أواخر القرن الخامس عشر. بعد هبوط كريستوفر كولومبوس في جزر البهاما في عام 1492، تم تطبيق المصطلح الإسباني أنتيلاس على الأراضي؛ وانطلاقا من هذا، أصبح «بحر الأنتيل» اسمًا بديلاً شائعًا لـ «البحر الكاريبي» بمختلف اللغات الأوروبية. خلال القرن الأول من التطور، ظلت الهيمنة الإسبانية في المنطقة بلا منازع.
من القرن السادس عشر، حدد الأوروبيون الذين يزورون منطقة البحر الكاريبي  البحر الجنوبي (المحيط الهادئ، جنوب برزخ بنما) مقابل بحر الشمال (البحر الكاريبي، إلى الشمال من نفس البرزخ).

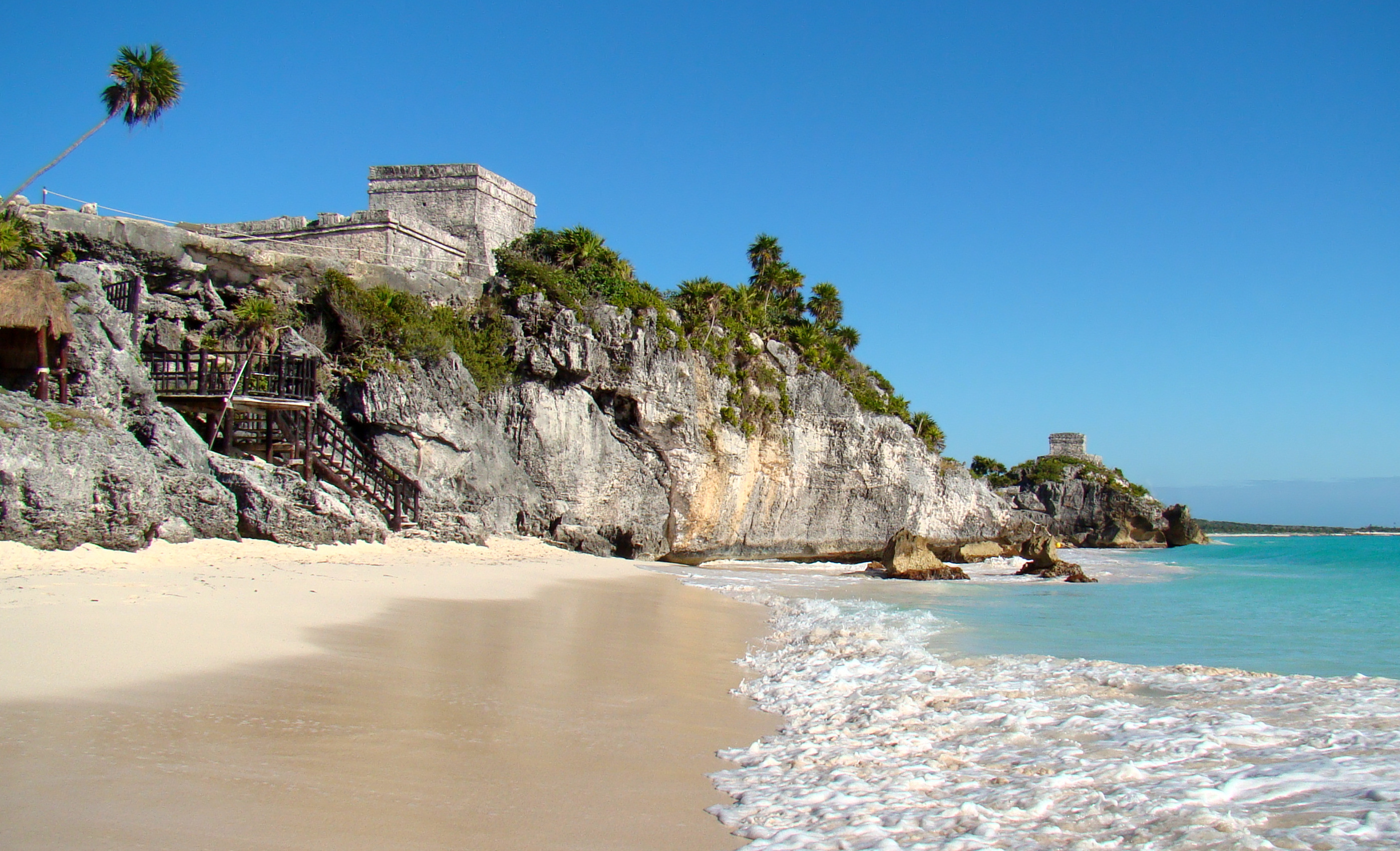
تولوم، المايا مدينة على ساحل البحر الكاريبي في ولاية كينتانا رو (المكسيك)

كان البحر الكاريبي غير معروف لسكان أوراسيا حتى عام 1492، عندما أبحر كريستوفر كولومبوس في مياه البحر الكاريبي في محاولة لإيجاد طريق بحري إلى آسيا. في ذلك الوقت لم يكن نصف الأرض الغربي بشكل عام غير معروف لمعظم الأوروبيين، على الرغم من اكتشافه بين عامي 800 و 1000 بواسطة الفايكنج. بعد اكتشاف الجزر بواسطة كولومبوس، تم استعمار المنطقة بسرعة من قبل العديد من الثقافات الغربية (في البداية إسبانيا، ثم لاحقًا إنجلترا، الجمهورية الهولندية،فرنسا، كورلاند والدنمارك). بعد استعمار جزر الكاريبي، أصبح البحر الكاريبي منطقة مزدحمة للتجارة والنقل البحري في أوروبا، واجتذبت هذه التجارة في النهاية القراصنة مثل صموئيل بيلامي وبلاكبيرد.
اعتبارًا من عام 2015، تعد المنطقة موطناً لـ 22 دولة جزرية وتحدها 12 دولة قارية.

## الموقع

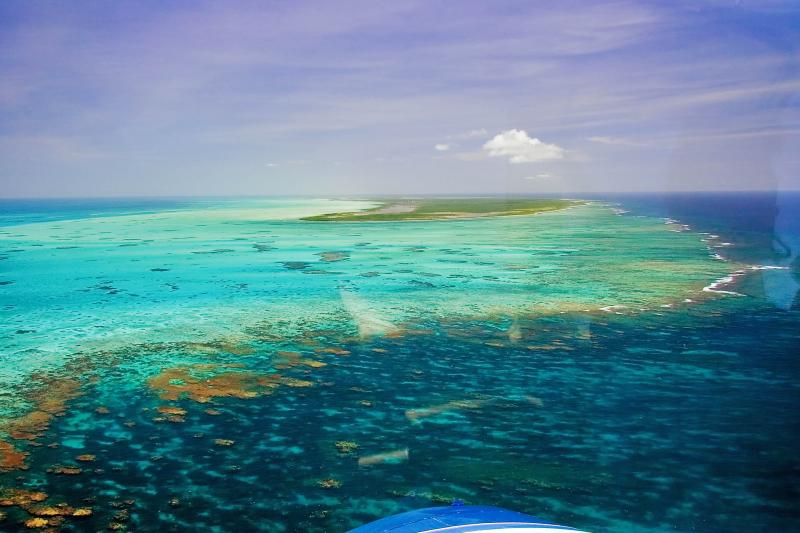
الشعاب المرجانية في جزر فيرجن البريطانية

تحدد المنظمة الهيدروغرافية الدولية حدود البحر الكاريبي على النحو التالي:
على الشمال.  في قناة الرياح - خط يصل نقطة كاليتا (74 درجة، 15 غربا) ونقطة بيرل (19 درجة،40 شمالا) في هايتي. في ممر مونا - خط ينضم إلى كيب إنجانيو وأقصى أجوجيرادا () بورتوريكو
الحدود الشرقية.  من نقطة سان دييغو (بورتوريكو) شمالًا على طول خط الطول (65 درجة، 39 غربًا) إلى خط 100-فاثوم، ومن هناك شرقًا وجنوبًا، جميع الجزر، والمياه الضحلة والمياه الضيقة لجزر الأنتيل الصغرى متضمنة في البحر الكاريبي حتى نقطة جاليرا (أقصى شمال شرق جزيرة ترينيداد). من نقطة جاليرا عبر ترينيداد إلى نقطة جاليوتا (أقصى الجنوب الشرقي) ومن هناك إلى نقطة باجا () في فنزويلا.
لاحظ أنه على الرغم من أن بربادوس جزيرة على نفس الجرف القاري، لكنها تعتبر في المحيط الأطلسي وليس البحر الكاريبي.

## الجيولوجيا
البحر الكاريبي هو بحر محيطي يقع إلى حد كبير على صفيحة الكاريبي. يفصل البحر الكاريبي عن المحيط عدة أقواس جزيرة من مختلف الأعمار. تمتد أصغرها من جزر الأنتيل الصغرى إلى جزر العذراء إلى الشمال الشرقي من ترينيداد وتوباغو قبالة ساحل فنزويلا. تم تشكيل هذا القوس من اصطدام صفيحة أمريكا الجنوبية مع صفيحة الكاريبي ويتضمن البراكين النشطة والمنقرضة مثل مونت بيليه ، الريشة (بركان) على سينت أوستاتيوس في الجزر الكاريبية الهولندية ومورن تروا بيتون في دومينيكا. أكبر الجزر في الجزء الشمالي من البحر كوبا، هيسبانيولا، جامايكا وبورتوريكو تقع على قوس جزيرة أقدم.

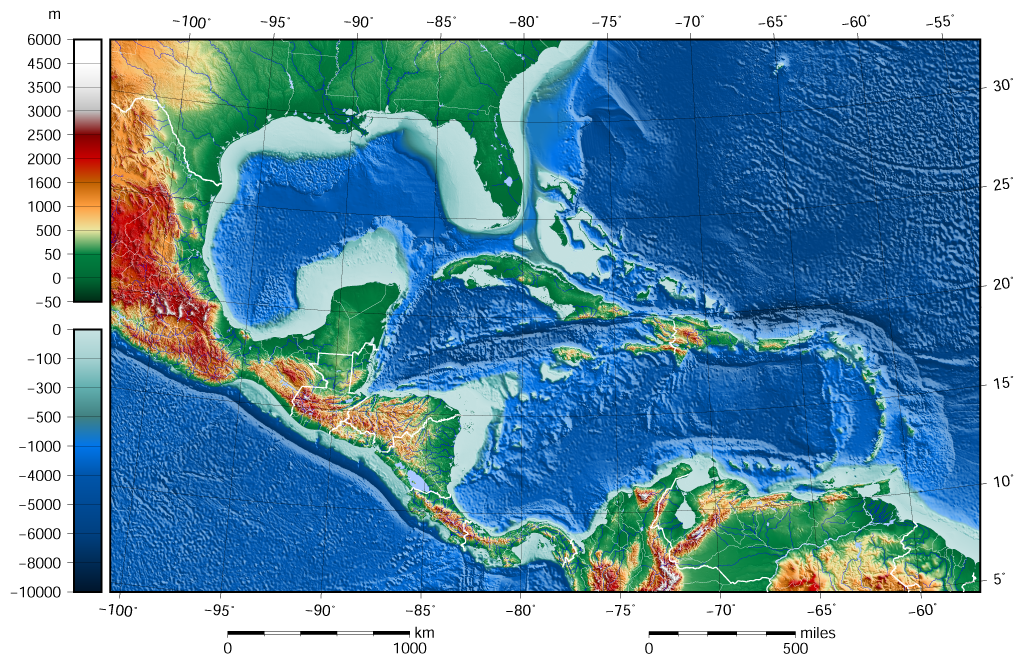
خريطة تضاريس مظللة لمنطقة البحر الكاريبي و خليج المكسيك.

يقدر العمر الجيولوجي للبحر الكاريبي بما بين 160 و 180 مليون سنة، وقد تشكل عن طريق كسر أفقي أدى إلى شق القارة العظمى التي تسمى بانجيا في حقبة الحياة الوسطى. It من المفترض أن حوض البحر الكاريبي البدائي كان موجودًا في العصر الديفوني. في وقت مبكر من العصر الفحمي تحركت غندوانا إلى الشمال وانخفض حجم تقاربها مع حوض أورأمريكا في الحجم. بدأت المرحلة التالية من تكوين البحر الكاريبي في العصر الترياسي. أدى التصدع القوي إلى تكوين أحواض ضيقة، تمتد من نيوفاوندلاند الحديثة إلى الساحل الغربي ل خليج المكسيك والتي تكونت سيليسيكلاستيك صخور رسوبية. في أوائل العصر الجوراسي بسبب التعدي البحري القوي، اقتحم الماء المنطقة الحالية من خليج المكسيك مما أدى إلى تكوين بركة ضحلة واسعة. حدث ظهور الأحواض العميقة في منطقة البحر الكاريبي خلال العصر الجوراسي الأوسط التصدع. شكل ظهور هذه الأحواض بداية المحيط الأطلسي وساهم في تدمير بانجيا في نهاية أواخر الجوراسي. خلال العصر الطباشيري، اكتسبت منطقة البحر الكاريبي شكلًا قريبًا من الشكل الذي نراه اليوم. في أوائل باليوجين بسبب الانحدار البحري انفصلت منطقة البحر الكاريبي عن خليج المكسيك والمحيط الأطلسي بأرض كوبا وهايتي. ظلت منطقة البحر الكاريبي على هذا النحو لمعظم حقبة الحياة الحديثة حتى العصر الهولوسيني عندما أعاد ارتفاع منسوب المياه في المحيطات الاتصال بالمحيط الأطلسي.
يتكون قاع البحر الكاريبي من رواسب قاع المحيطات من طين أحمر عميق في الأحواض والأحواض العميقة. تم العثور على المنحدرات والتلال القارية الكلسية الغرينية. معادن الطين من المحتمل أن تكون قد ترسبت عن طريق نهر البر الرئيسي أورينوكو ونهر ماجدالينا. يبلغ سمك الرواسب في قاع البحر الكاريبي وخليج المكسيك حوالي1 كـم (0.62 ميل). ترتبط الطبقات الرسوبية العليا بالفترة من الدهر الوسيط إلى حقبة الحياة الوسطى (منذ 250 مليون سنة حتى الوقت الحاضر) والطبقات السفلية من حقبة الحياة القديمة إلى الدهر الوسيط.

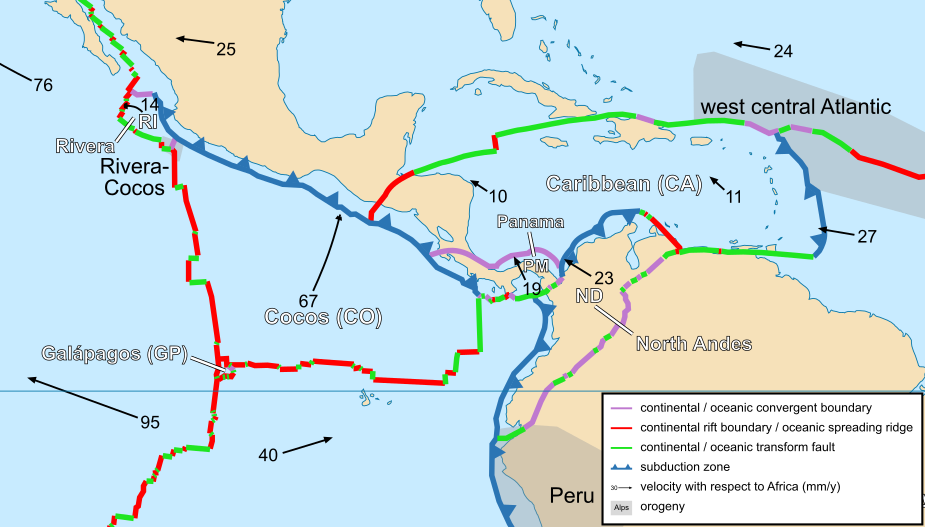
الصفائح التكتونية لمنطقة البحر الكاريبي

ينقسم قاع البحر الكاريبي إلى خمسة أحواض مفصولة عن بعضها البعض بواسطة التلال تحت الماء وسلاسل الجبال. تدخل مياه المحيط الأطلسي منطقة البحر الكاريبي من خلال «ممر أنغادا» الواقع بين جزر الأنتيل الصغرى وجزر العذراء و «ممر الرياح» الواقع بين كوبا وهايتي. تربط قناة يوكاتان بين المكسيك وكوبا خليج المكسيك بمنطقة البحر الكاريبي. تقع أعمق نقاط البحر في حوض كايمان وتصل أعماقها تقريبًا7,686 م (25,220 قدم). على الرغم من ذلك، يعتبر البحر الكاريبي بحرًا ضحلًا نسبيًا مقارنة بالمسطحات المائية الأخرى.
يؤدي ضغط صفيحة أمريكا الجنوبية الواقعة شرق البحر الكاريبي إلى ارتفاع النشاط البركاني في منطقة جزر الأنتيل الصغرى. حدث ثوران خطير للغاية لبركان مونت بيليه في عام 1902 مما تسبب في سقوط العديد من الضحايا.
قاع البحر الكاريبي هو أيضًا موطن لاثنين من الخنادق المحيطية: خندق كايمان وخندق بورتو ريكو، مما يعرض المنطقة لخطر الزلازل. تشكل الزلازل تحت الماء تهديدًا بتوليد تسونامي مما قد يكون له تأثير مدمر على جزر الكاريبي. تكشف البيانات العلمية أنه على مدى 500 عام الماضية شهدت المنطقة عشرات الزلازل فوق 7.5 درجة. في الآونة الأخيرة، ضرب زلزال بقوة 7.1 درجة هايتي في 12 يناير 2010.
- قائمة جزر البحر الكاريبي

## المحيط

رسم تخطيطي لتيار استوائي شمالي وتيار الخليج

تتمتع الهيدرولوجيا في البحر بمستوى عالٍ من التجانس. لا تتجاوز التغيرات السنوية في المتوسط الشهري لدرجات حرارة الماء على السطح 3 °م (5.4 °ف). على مدى الخمسين سنة الماضية، مرت منطقة البحر الكاريبي بثلاث مراحل: التبريد حتى عام 1974 ؛ مرحلة باردة على القمم خلال 1974-1976 و 1984-1986 حينها؛ مرحلة الاحترار مع زيادة في درجة الحرارة0.6 °م (1.1 °ف) كل سنة. ارتبطت جميع درجات الحرارة القصوى تقريبًا بظاهرة إل النينيو والنينيا. تبلغ ملوحة مياه البحر حوالي 3.6٪ وكثافة بها 1,023.5–1,024.0 كيلوغرام لكل متر مكعب (63.90–63.93 lb/cu ft)، لون الماء السطحي هو الأزرق المخضر إلى الأخضر.
عمق البحر الكاريبي في أحواضه الأوسع ودرجات حرارة المياه العميقة مماثل لتلك الموجودة في المحيط الأطلسي. يُعتقد أن المياه العميقة في المحيط الأطلسي تتسرب إلى منطقة البحر الكاريبي وتساهم في المياه العميقة العامة لبحرها. تعمل المياه السطحية (30 مترًا؛ 100 قدم) كامتداد لشمال المحيط الأطلسي حيث يدخل تيار جويانا وجزء من التيار الاستوائي الشمالي إلى البحر في الشرق. على الجانب الغربي من البحر، تؤثر الرياح التجارية على تيار شمالي يتسبب في صعود التيار وثراء مصايد الأسماك بالقرب من يوكاتان.

## الهيدروغرافيا

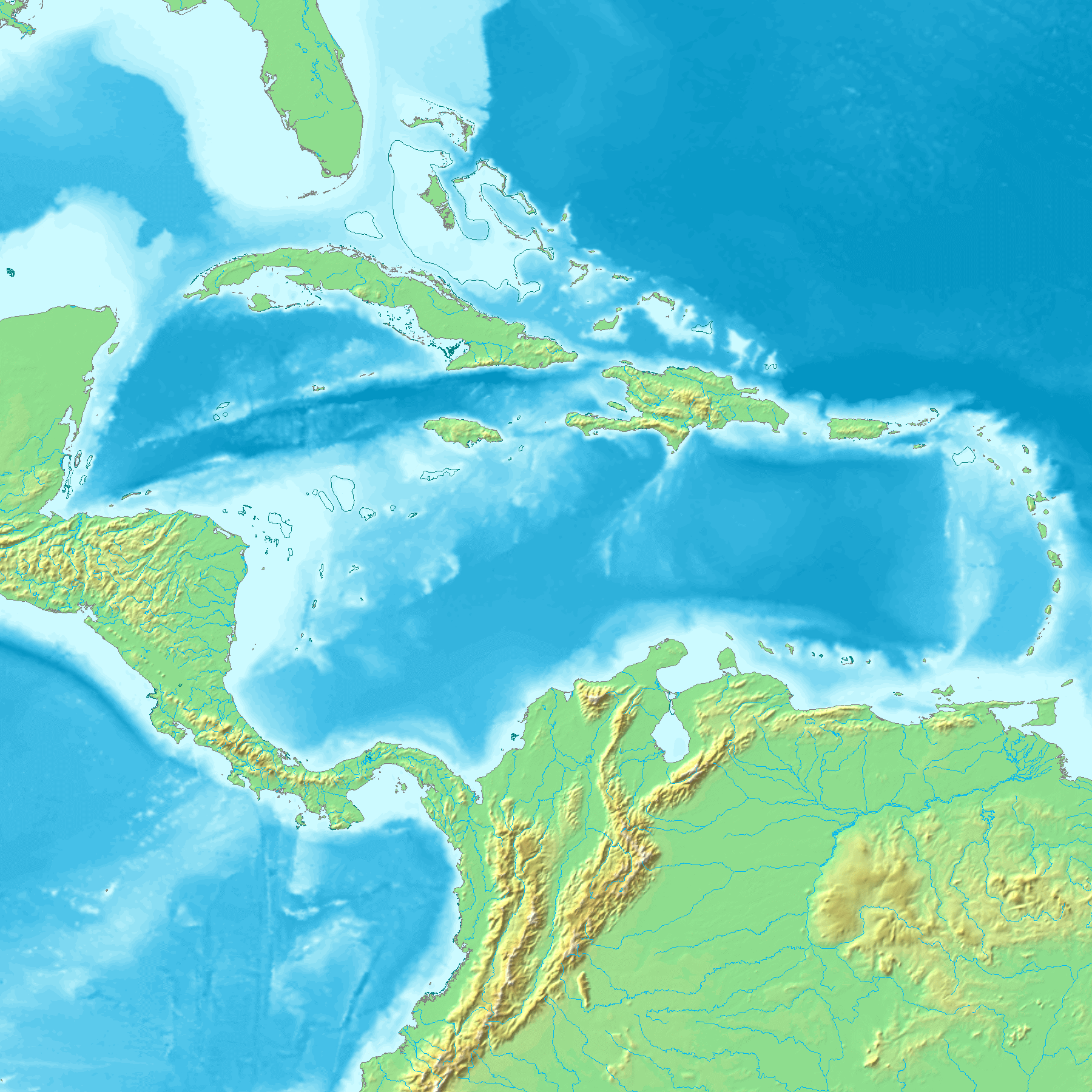
طوبوغرافيا منطقة الكاريبي

المنحدر الهيدروغرافي للبحر الكاريبي هو واحد من أكثر المنحدرات اتساعًا في العالم. أطول نهر يتدفق فيه هو نهر ماجدالينا، الذي يعبر إلى كولومبيا من الكتلة الصخرية الكولومبية لمسافة حوالي 1540 كم. يستقبل ماجدالينا بدوره تدفق الأنهار الأخرى مثل نهر كوكا ونهر سيزار.
الأنهار الأخرى التي تصب في منطقة البحر الكاريبي هي: نهر أوناري، وتوي وتوكويو وكتاتمبو وتشاما في فنزويلا؛ نهر رانتشيريا، وسينو وأتراتو في كولومبيا؛  سان سان، وتشاغريس، وتشانقوينولا، في بنما؛  ريو غراندي دي ماتاجالبا وبرينزابولكا وهواهوا في نيكاراغوا؛ سان خوان، في المنطقة الجنوبية الشرقية من نيكاراغوا، والتي تربط بحيرة كوتشيبولكا أو بحيرة نيكاراغوا بمنطقة البحر الكاريبي؛  وكوكو، على حدود هندوراس ونيكاراغوا؛  باتوكا وسيكو وأغوان وأولزا في هندوراس؛  موتاجوا ودولسي في غواتيمالا؛ ونهر بليز في بليز؛ هوندو في المكسيك؛  كاوتو في كوبا؛ وأوزاما ونيزاو وهينا وتشافون وماكوريس في جمهورية الدومينيكان؛  والنهر الأسود في جامايكا؛  وغراند دي باتيلاس، في بورتوريكو.
مصبات الأنهار التي تتشكل عند مصب الأنهار إلى البحر تخلق أنظمة بيئية وظروف معيشية خاصة. الظروف البيئية الأساسية في هذه البيئة هي: ملوحة تتقلب على مدار العام، إمدادات المياه العذبة، محملة بالمواد العضوية والمغذيات، والتي تساهم في الإنتاجية البيولوجية ومحملة أيضا بالرواسب التي تخيم البيئة، وتؤثر على المياه البحرية الساحلية الدائمة التي تكون في منطقة البحر الكاريبي أكثر وضوحًا وأقل خصوبة من تلك الموجودة في أي مصب.
تبرز بحيرة ماراكايبو أيضًا، والتي ترتبط بمنطقة البحر الكاريبي عبر خليج فنزويلا، وهي أكبر بحيرة في أمريكا الجنوبية بمساحة 13820 كيلومترًا مربعًا وواحدة من أقدم البحيرات على وجه الأرض.

## البيئة
منطقة البحر الكاريبي هي موطن لحوالي 9٪ من الشعاب المرجانية تغطي حوالي 50,000 كـم2 (19,000 ميل2), يقع معظمها قبالة جزر الكاريبي وساحل أمريكا الوسطى. من بينها يبرز الحاجز المرجاني في بليز بمساحة 963 كـم2 (372 ميل2) التي تم إعلانها كموقع للتراث العالمي في عام 1996. وهي تشكل جزءًا من شعاب المايا العظمى المعروفة أيضًا باسم MBRS بحوالي 1,000 كـم (600 ميل) في الطول وتعتبر ثاني أطول شعاب مرجانية في العالم. تمتد على طول سواحل البحر الكاريبي في المكسيك، بليز، غواتيمالا وهندوراس.
خلال السنوات العشر الماضية،[متى؟] تزايدت درجة حرارة مياه البحر الكاريبي الدافئة بشكل متزايد وأصبحت تهدد الشعاب المرجانية في منطقة البحر الكاريبي تدعم الشعاب المرجانية بعضًا من أكثر البيئات البحرية تنوعًا في العالم، لكنها أنظمة بيئية هشة. عندما تصبح المياه الاستوائية دافئة بشكل غير عادي لفترات طويلة من الزمن، تموت النباتات المجهرية المسماة zooxanthellae، وهي شركاء تكافليون يعيشون داخل أنسجة البوليبات المرجانية. توفر هذه النباتات الغذاء للشعاب المرجانية وتمنحها ألوانها. نتيجة موت وانتشار هذه النباتات الصغيرة يتبيض المرجان، ويمكن أن يؤدي إلى تدمير مساحات شاسعة من الشعاب المرجانية. تم تبييض أكثر من 42٪ من الشعاب المرجانية تمامًا و 95٪ يعانون من نوع من التبييض. تاريخياً، يُعتقد أن منطقة البحر الكاريبي تحتوي على 14٪ من الشعاب المرجانية في العالم.

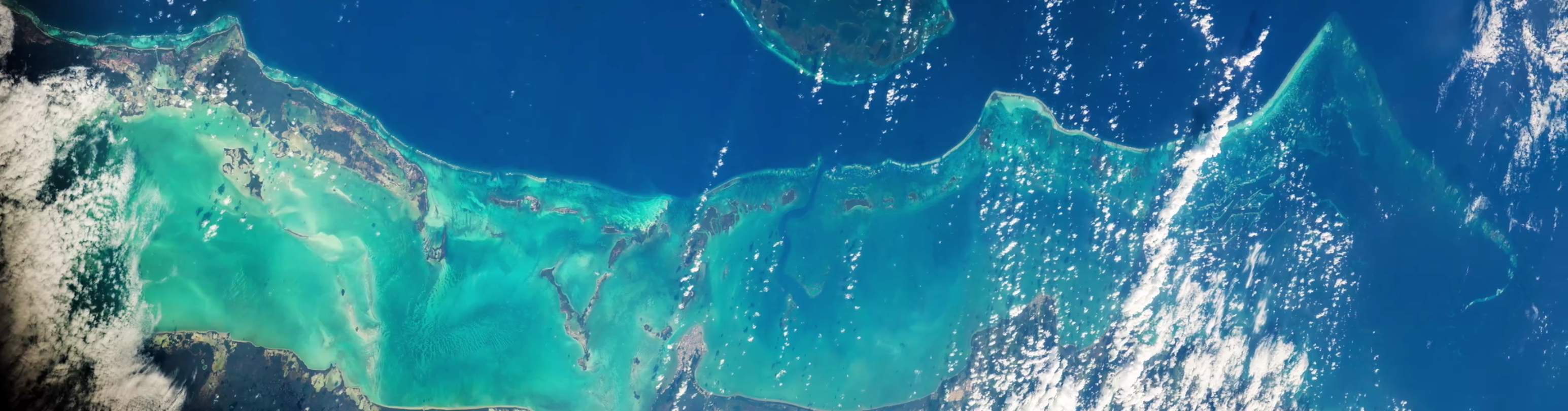
تم تصوير الحاجز المرجاني في بليز من محطة الفضاء الدولية في عام 2016

تعتبر البيئات التي تدعمها الشعاب المرجانية مهمة للغاية للأنشطة السياحية مثل صيد الأسماك والغوص، وتقدم قيمة اقتصادية سنوية لدول منطقة البحر الكاريبي من 3.1 - 4.6 مليار دولار أمريكي. يمكن أن يؤدي استمرار تدمير الشعاب المرجانية إلى إلحاق أضرار جسيمة باقتصاد المنطقة. دخل `` بروتوكول اتفاقية حماية وتنمية البيئة البحرية لمنطقة البحر الكاريبي الكبرى  حيز التنفيذ في عام 1986 لحماية مختلف الحياة البحرية المهددة بالانقراض في منطقة البحر الكاريبي من خلال حظر الأنشطة البشرية التي من شأنها تعزيز التدمير المستمر لمثل هذا الحياة البحرية في مناطق مختلفة. وقد تم التصديق على هذا البروتوكول من قبل 15 دولة. كما تم تشكيل العديد من المنظمات الخيرية للحفاظ على الحياة البحرية في منطقة البحر الكاريبي، مثل «مؤسسة الحفاظ على البحر الكاريبي» التي تسعى إلى دراسة وحماية السلاحف البحرية مع تثقيف الآخرين عنها.

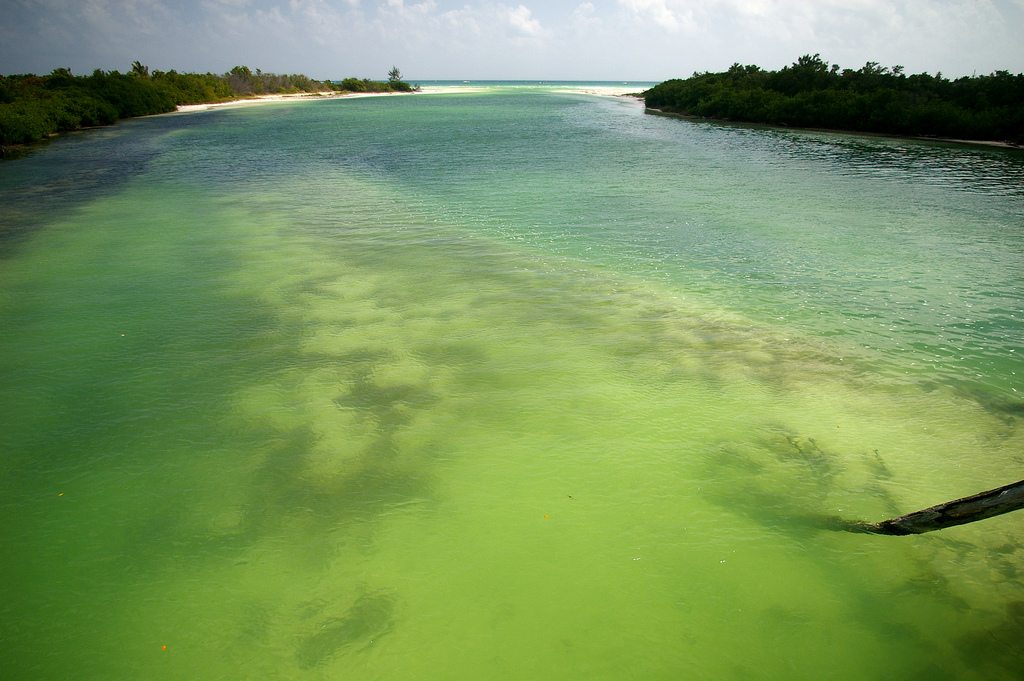
سيان كان محمية المحيط الحيوي، المكسيك

فيما يتعلق بما سبق، أجرى معهد علوم البحار والبحيرات التابع للجامعة الوطنية المستقلة في المكسيك دراسة إقليمية، بتمويل من إدارة التعاون التقني في الوكالة الدولية للطاقة الذرية، حيث شارك متخصصون من 11 دولة من أمريكا اللاتينية (كولومبيا، كوستاريكا، كوبا، غواتيمالا، هايتي، هندوراس، المكسيك، نيكاراغوا، بنما، جمهورية الدومينيكان، فنزويلا) بالإضافة إلى جامايكا. تشير النتائج إلى أنه تم تحديد المعادن الثقيلة مثل الزئبق والزرنيخ والرصاص في المنطقة الساحلية للبحر الكاريبي. يعتمد تحليل المعادن السامة والهيدروكربونات على فحص الرواسب الساحلية التي تراكمت على عمق أقل من 50 مترًا خلال المائة وخمسين عامًا الماضية. وقدمت نتائج المشروع في فيينا في منتدى «مسائل المياه»، والمؤتمر العام 2011 لهذه المنظمة متعددة الأطراف.

## المناخ

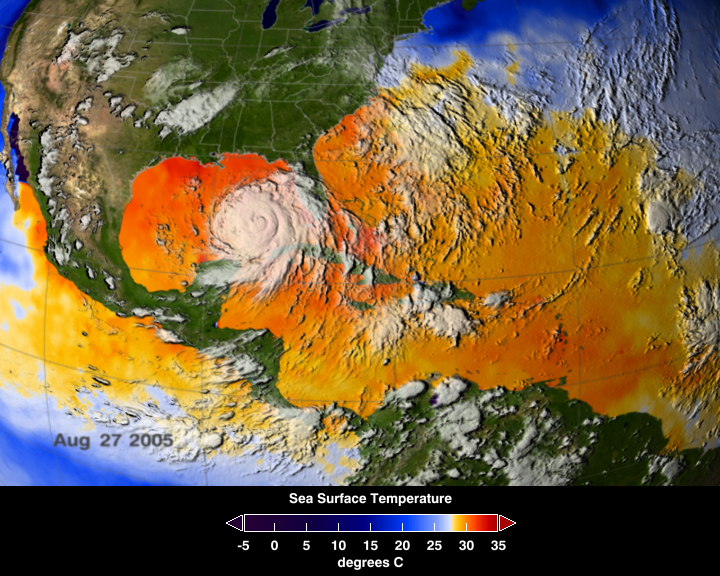
متوسط درجات حرارة سطح البحر للمحيط الأطلسي الكاريبي (25-27 آب / أغسطس 2005). إعصار كاترينا شوهد فوق كوبا.

مناخ منطقة البحر الكاريبي مدفوع بخط العرض المنخفض والتيارات المحيطية الاستوائية التي تمر عبرها. التيار الرئيسي للمحيطات هو التيار الاستوائي الشمالي، الذي يدخل المنطقة الاستوائية من الأطلسي. مناخ المنطقة استوائي، ويتفاوت من الغابات الاستوائية المطيرة في بعض المناطق إلى السافانا الاستوائية في مناطق أخرى. هناك أيضًا بعض المواقع التي تتميز بمناخ جاف مع جفاف شديد في بعض السنوات.
يختلف هطول الأمطار باختلاف الارتفاع والحجم والتيارات المائية (تحافظ الموجات الصخرية الباردة على جزر إيه بي سي قاحلة).الرياح التجارية دافئة ورطبة تهب باستمرار من الشرق، مما يخلق غابات مطيرة ومناخات شبه قاحلة عبر المنطقة. تشمل مناخات الغابات المطيرة الاستوائية مناطق الأراضي المنخفضة بالقرب من البحر الكاريبي من كوستاريكا شمالًا إلى بليز، بالإضافة إلى جمهورية الدومينيكان وبورتوريكو، بينما تكون المناطق المدارية الجافة الموسمية أكثر، ثم العثور على مناخات السافانا في كوبا، وشمال فنزويلا، وجنوب يوكاتان ، المكسيك. ثم العثور على المناخات القاحلة على طول الساحل الجنوبي المتطرف لفنزويلا حتى الجزر بما في ذلك أروبا وكوراساو، وكذلك الطرف الشمالي من يوكاتان
تمثل الأعاصير المدارية تهديدًا للدول المطلة على البحر الكاريبي. في حين أن انجراف الأراضي نادر الحدوث، فإن الخسائر في الأرواح والأضرار التي تلحق بالممتلكات تجعلها تشكل خطرًا كبيرًا على الحياة في منطقة البحر الكاريبي. غالبًا ما تتطور الأعاصير المدارية التي تؤثر على منطقة البحر الكاريبي قبالة الساحل الغربي لـ إفريقيا وتشق طريقها غربًا عبر المحيط الأطلسي باتجاه البحر الكاريبي، بينما تتطور العواصف الأخرى في منطقة البحر الكاريبي نفسها. يستمر موسم الأعاصير في منطقة البحر الكاريبي ككل من يونيو حتى نوفمبر، مع حدوث غالبية الأعاصير خلال شهري أغسطس وسبتمبر. في المتوسط، تتكون حوالي 9 عواصف استوائية كل عام، تصل 5 عواصف إلى قوة الإعصار. وفقًا لـ المركز الوطني للأعاصير حدث 385 إعصارًا في منطقة البحر الكاريبي بين عامي 1494 و 1900.

## النباتات والحيوانات
تتمتع المنطقة بمستوى عالٍ من التنوع البيولوجي والعديد من الأنواع مستوطنة في منطقة البحر الكاريبي.

### الغطاء النباتي
الغطاء النباتي في المنطقة هو في الغالب استوائي ولكن الاختلافات في الطبوغرافيا والتربة والظروف المناخية تزداد تنوع الأنواع. عندما توجد جزر مدرجات مسامية من الحجر الجيري، تكون فقيرة في المغذيات بشكل عام. تشير التقديرات إلى أن 13000 نوع من النباتات تنمو في منطقة البحر الكاريبي، منها 6500 نوع مستوطنة. على سبيل المثال، خشب الجياك (Guaiacum officinale) وزهرته هي الزهرة الوطنية لجامايكا، وردة باياهيب (Pereskia quisqueyana) وهي الزهرة الوطنية لـجمهورية الدومينيكان، القابوق (Ceiba) هي الشجرة الوطنية لكل من بورتوريكو وغواتيمالا. الماهوجني هي الشجرة الوطنية لجمهورية الدومينيكان وبليز. ينمو نبات الكيميتو (Chrysophyllum cainito) في جميع أنحاء منطقة البحر الكاريبي. توجد في المناطق الساحلية نخيل جوز الهند وفي البحيرات ومصبات الأنهار توجد مناطق كثيفة من المنغروف الأسود (Avicennia germinans) والمنغروف الأحمر (Rhizophora mangle).
في المياه الضحلة النبات والحيوانات تتركز حول الشعاب المرجانية حيث يوجد اختلاف طفيف في درجة حرارة الماء ونقاوته وملوحته. يوفر جانب ليوارد من البحيرات مناطق نمو لـ نجيل بحري. عشب السلحفاة (Thalassia testudinum) شائع في منطقة البحر الكاريبي مثل عشب خروف البحر (Syringodium filiforme) الذي يمكن أن ينمو معًا وكذلك في حقول الأنواع الفردية على أعماق تصل إلى 20 متر (66 قدم). نوع آخر من العشب الضحل (Halodule wrightii)ينمو على الرمال والأسطح الطينية على أعماق تصل إلى 5 متر (16 قدم).
في الماء المسوس من الموانئ ومصبات الأنهار على أعماق أقل من 2.5 متر (8 قدم 2 بوصة) ينمو عشب ويدجون (Ruppia maritima).
تم العثور على ثلاثة أنواع تنتمي إلى جنس (تصنيف) محب الملح, (Halophila baillonii), (Halophila engelmannii) و (Halophila decipiens) توجد في أعماق تصل إلى 30 متر (98 قدم) باستثناء (Halophila engelmani) التي لا تقل عن 5 متر (16 قدم) and وتقتصر على جزر البهاما وفلوريدا وجزر الأنتيل الكبرى والجزء الغربي من منطقة البحر الكاريبي. و(Halophila baillonii) تم العثور عليها فقط في جزر الأنتيل الصغرى.

### الحيوانات

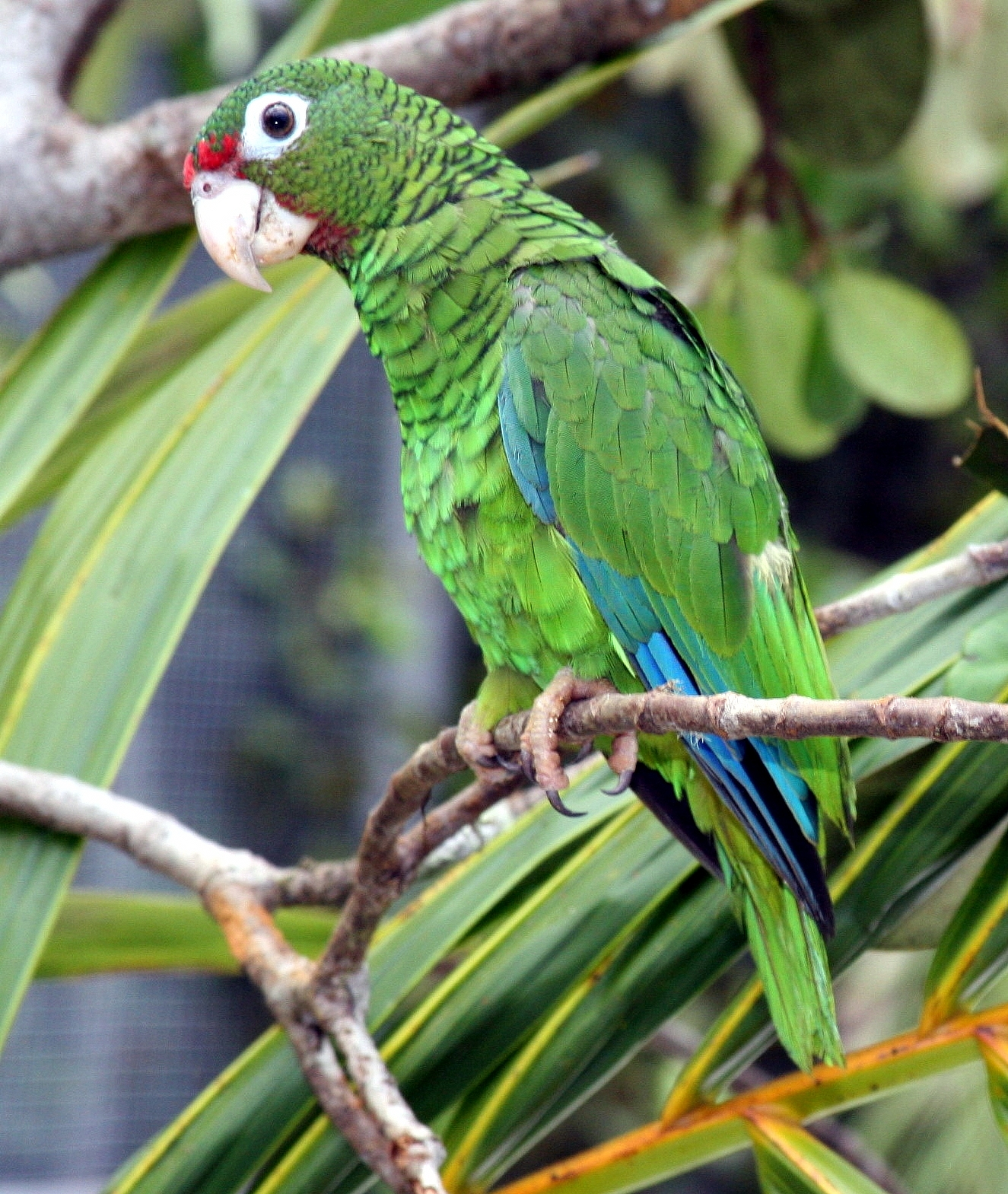
ببغاء بورتوريكو

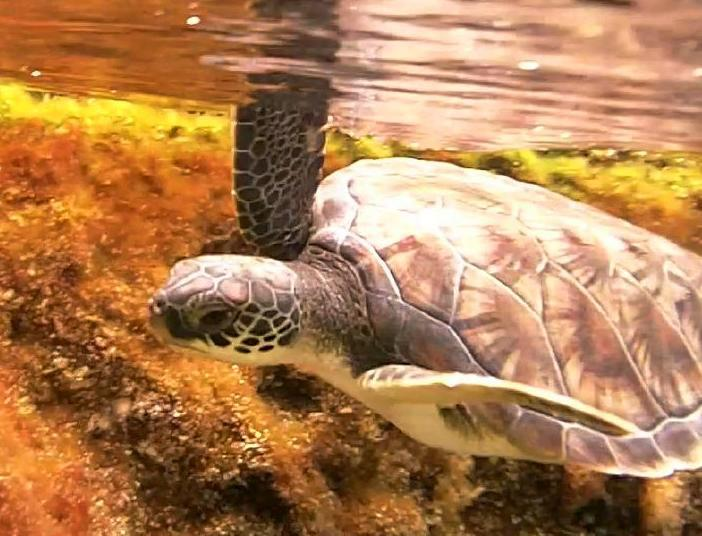
سلحفاة بحرية خضراء، جزيرة كايمان الكبرى

الكائنات الحية في منطقة البحر الكاريبي موجودة في المحيطين الهندي والهادئ وتم صيدهما قبل ظهور برزخ بنما قبل أربعة ملايين سنة. يوجد في البحر الكاريبي حوالي 1000 نوع موثق من الأسماك، بما في ذلك أسماك القرش (قرش الثور، قرش ببري، سمك القرش الحريري وقرش الشعاب الكاريبي)، سمك طائر، شيطان البحر المحيطي العملاق، أسماك الملاك، سمكة الفراشة ذات الزعانف سمكة ببغائية، هامور أطلسي عملاق، الطربون ومورايية. في جميع أنحاء منطقة البحر الكاريبي هناك صيد صناعي ل سرطان البحر والسردين (قبالة سواحل شبه جزيرة يوكاتان).
هناك 90 نوعًا من الثدييات في منطقة البحر الكاريبي بما في ذلك حوت العنبر والحوت الأحدب والدلافين. جزيرة جامايكا هي موطن زعنفيات الأقدام وخروف البحر. تعتبر فقمة البحر الكاريبي التي عاشت في منطقة البحر الكاريبي منقرضةً. مشقوقات الأسنان و القوارض هي ثدييات موجودة فقط في الكاريبي؛ هناك نوع واحد فقط غير معرض للخطر.
يوجد 500 نوع من الزواحف (94٪ منها مستوطنة). يسكن الجزر بعض الأنواع المتوطنة مثل إغوانة الصخور والتمساح الأمريكي. الإغوانا الزرقاء، المتوطنة في جزيرة جراند كايمان، معرضة للخطر. الإغوانا الخضراء غازية لـ جراند كايمان. إن الإغوانا الأرضية منى التي تسكن جزيرة منى ، بورتوريكو معرضة للخطر. وحيد القرن من جزيرة هيسبانيولا المشتركة بين هايتي وجمهورية الدومينيكان معرضة أيضًا للخطر. المنطقة بها عدة أنواع من السلاحف البحرية (ضخمة الرأس، السلحفاة الخضراء، لجأة صقرية المنقار، سلحفاة المحيط جلدية الظهر، لجأة كمب ولجأة ردلي الزيتونية). بعض الأنواع مهددة بالانقراض. انخفض عدد سكانها بشكل كبير منذ القرن السابع عشر - انخفض عدد السلاحف الخضراء من 91 مليون إلى 300000 وسلاحف منقار الصقر من 11 مليون إلى أقل من 30.000 بحلول عام 2006.
جميع الأنواع الـ 170 من البرمائيات التي تعيش في المنطقة مستوطنة. موائل جميع أفراد عائلة العلجوم، الضفادع السامة، ضفادع الأشجار وضفادع جنوبية (نوع من الضفادع) تقتصر على جزيرة واحدة فقط. الكوكي الذهبي في خطر الانقراض.
في منطقة البحر الكاريبي، تم تسجيل 600 نوع من الطيور، منها 163 نوعًا مستوطنة مثل التودي ووميض فرناندينا وأبلق النخيل. تم العثور على هازجة صفراء في العديد من المناطق، مثل بلشون أخضر. من بين الأنواع المستوطنة 48 نوعًا مهددة بالانقراض بما في ذلك ببغاء بورتوريكو، وزاباتا رين. وفقًا لمنظمة Birdlife International في عام 2006 في كوبا، هناك 29 نوعًا من الطيور مهددة بالانقراض ونوعين منقرضين رسميًا. إن غوان أسود الوجه معرض للخطر. تقع جزر الأنتيل جنبًا إلى جنب مع أمريكا الوسطى في مسار رحلة الطيور المهاجرة من أمريكا الشمالية، لذا فإن حجم الطيور يخضع للتقلبات الموسمية . توجد الببغاوات و bananaquits في الغابات. يمكن رؤية الشانية والطيور الاستوائية فوق البحر المفتوح.

## الاقتصاد والنشاط البشري

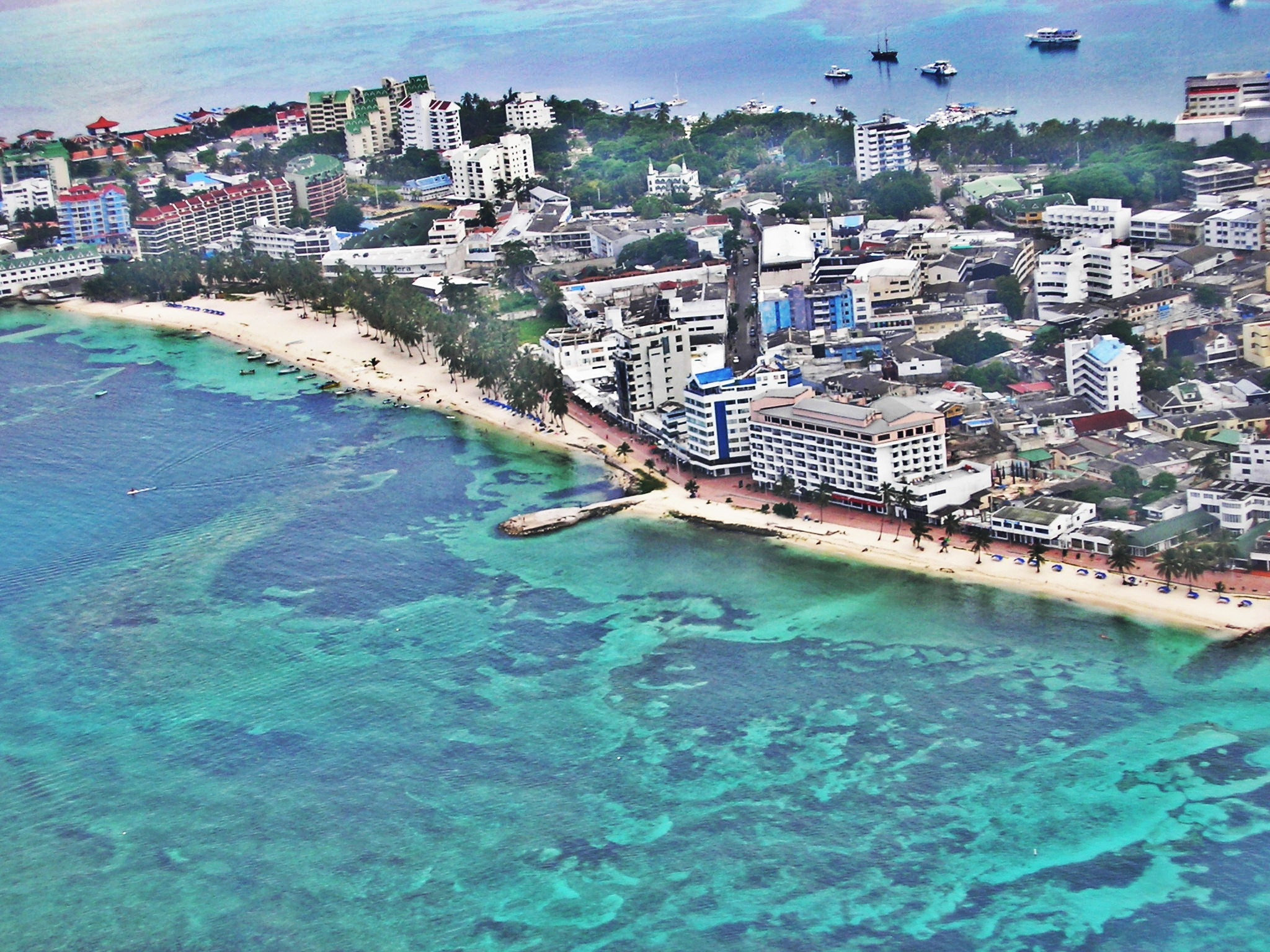
منظر لـ جزيرة سان أندريس ، كولومبيا.

شهدت منطقة البحر الكاريبي زيادة كبيرة في النشاط البشري منذ فترة الاستعمار. يعد البحر من أكبر مناطق إنتاج النفط في العالم، حيث ينتج ما يقرب من 170 مليون[بحاجة لتوضيح] كل عام. كما تولد المنطقة أيضًا صناعة صيد كبيرة للبلدان المجاورة، بما في ذلك 500,000 طن متري (490,000 طن كبير؛ 550,000 طن صغير) من الأسماك كل سنة.
يمثل النشاط البشري في المنطقة أيضًا قدرًا كبيرًا من التلوث، وقدرت منظمة الصحة للبلدان الأمريكية في عام 1993 أن حوالي 10 ٪ فقط من مياه الصرف الصحي من دول أمريكا الوسطى وجزر الكاريبي تتم معالجتها بشكل صحيح قبل إطلاقها في البحر.
تدعم منطقة البحر الكاريبي السياحة. تقدر منظمة السياحة الكاريبية أن حوالي 12 مليون شخص يزورون المنطقة سنويًا، بما في ذلك (في 1991-1992) حوالي 8 ملايين سائح على متن السفن السياحية. السياحة القائمة على الغوص والغطس على الشعاب المرجانية للعديد من جزر الكاريبي تقدم مساهمة كبيرة في اقتصاداتها.

## الثقافة
تعد منطقة البحر الكاريبي مسرحًا للإلهام للعديد من الأعمال الأدبية والأفلام المتعلقة بالقرصنة والخيال، وهو النوع الذي يبرز فيه مؤلفون مثل دانييل ديفو وروبرت لويس ستيفنسون، من بين آخرين. من بين الأفلام الروائية المميزة جغرافيًا في منطقة البحر الكاريبي. يمكن للمرء أن يذكر سلسلة أفلام قراصنة الكاريبي وبعض أفلام جيمس بوند. يتم تقديم مقتبس من السلسلة الأولى للأفلام د في حديقة ديزني لاند. كما تم تمثيل حياة وعادات سكان منطقة البحر الكاريبي في الأعمال الأدبية مع مؤلفين مثل الروائي الكوبي أليخو كاربنتيير والدومينيكاني خوان بوش وديريك والكوت من سانتا لوسيا وغابرييل غارثيا ماركيث من كولومبيا، من بين آخرين.
منطقة البحر الكاريبي هي مهد الإيقاعات الموسيقية المختلفة، مثل الريغي وسكا، من جامايكا، ميرينغي وباجاتا من جمهورية الدومينيكان؛ كاليبسو ترينيداد وتوباغو؛ تتقاسم موسيقى ريغيه تون أصولها بين بنما وبورتوريكو، بوليرو ، وSon cubano Son montuno من كوبا، كومبيا وبورو وفاليناتو من ساحل البحر الكاريبي الكولومبي .
تعد لعبة البيسبول واحدة من أكثر الرياضات شعبية في منطقة البحر الكاريبي، حيث توجد مسابقة إقليمية سنوية تسمى «سلسلة الكاريبي». تبرز لعبة الكريكيت أيضًا في جزر الأنتيل الناطقة باللغة الإنجليزية، ومؤخرًا كرة القدم مع جميع الاتحادات التابعة لكونكاكاف، باستثناء كولومبيا وفنزويلا الموجودة في كونميبول. من ناحية أخرى، فإن الحدث الإقليمي متعدد الرياضات الذي يجمع ممثلي منطقة البحر الكاريبي هو ألعاب أمريكا الوسطى ومنطقة البحر الكاريبي، التي تقام كل أربع سنوات منذ عام 1926 ، وهي أقدم مسابقة إقليمية متعددة الرياضات سارية حتى اليوم.
في منطقة البحر الكاريبي، يتم التحدث بمجموعة كبيرة ومتنوعة من اللغات بسبب تنوع أصول ثقافتها، ومن بين أكثر اللغات تميزًا يمكن أن نذكر الإسبانية: (المكسيك وكوبا وجمهورية الدومينيكان وبورتوريكو وسواحل أمريكا الوسطى والجنوبية - بما في ذلك الأرخبيل من هذه البلدان)، الإنجليزية: (جامايكا - باتوا)، جزر العذراء، جزر البهاما، أنتيغوا وبربودا، دومينيكا، غرينادا، سانت كيتس ونيفيس ، سانت فنسنت وجزر غرينادين ، سانت لوسيا ، ترينيداد وتوباغو ، باربادوس ، جزر كايمان ، أنغيلا ، جزر تركس وكايكوس ، مونتسيرات)، لغة سان أندريس-بروفيدنسيا كريول: في جزر سان أندريس وبروفيدنسيا الموجودتان في كولومبيا ، الفرنسية: (اللغة الكريولية الهايتية)، جوادلوب ، مارتينيك ، سانت مارتن، سانت بارثولوميو)، الهولندية: (بونير (بابيامنتو)، كوراساو (بابيامنتو))، سابا، سينت يوستاتيوس ، سينت مارتن وأروبا).
الديانة السائدة هي المسيحية الكاثوليكية (جمهورية الدومينيكان ، بورتوريكو ، جامايكا ، أنتيغوا وبربودا ، سانت لوسيا ، جزر كايمان ، دومينيكا ، جزر الأنتيل الهولندية ، سواحل أمريكا الوسطى والجنوبية)، على الرغم من أن البروتستانتية تمارس في بعض الجزر (بربادوس)، الهندوسية (واحدة من أكثر الديانات تمثيلا في ترينيداد وتوباغو)، والأنجليكانية (مونتسيرات ، وسانت فنسنت وجزر غرينادين)، وفي بلدان أخرى السانتيرية (كوبا)، والفودو (هايتي)، والرستفارية (واحدة من أكثر الديانات تمثيلاً في جامايكا).

## معرض الصور

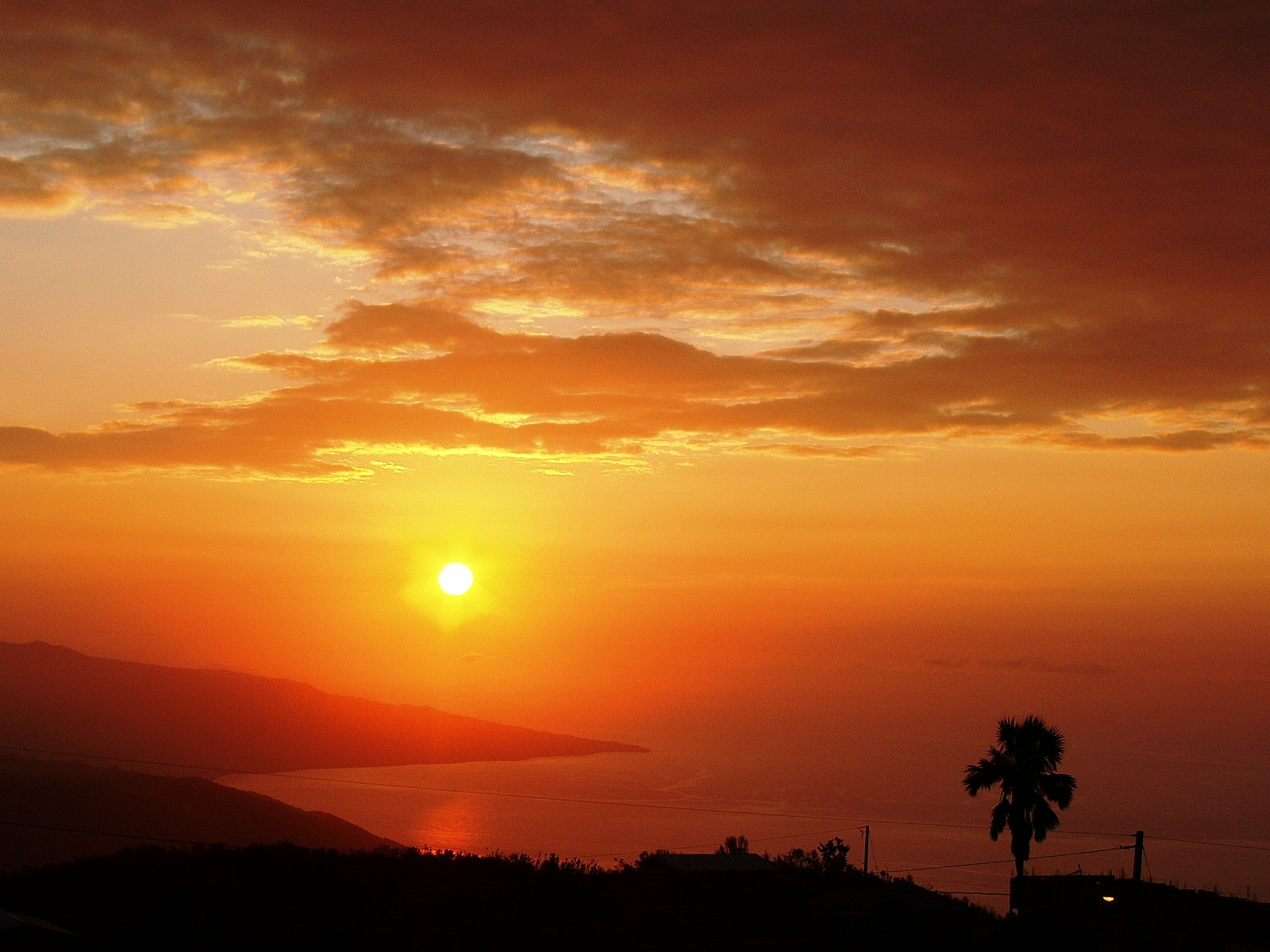
شروق الشمس فوق الشاطئ الجنوبي ل جامايكا
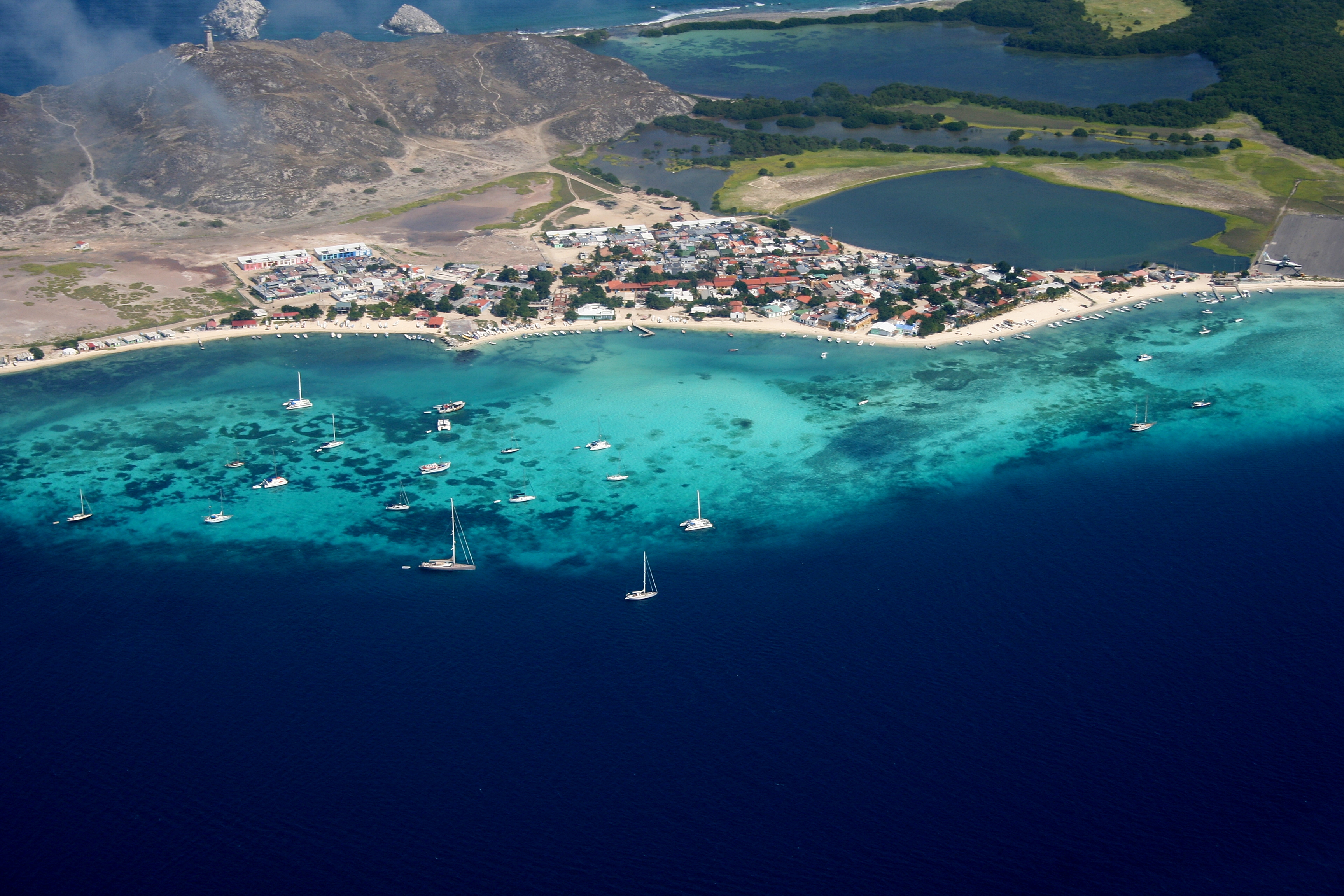
أرخبيل لوس روكيس ، فنزويلا
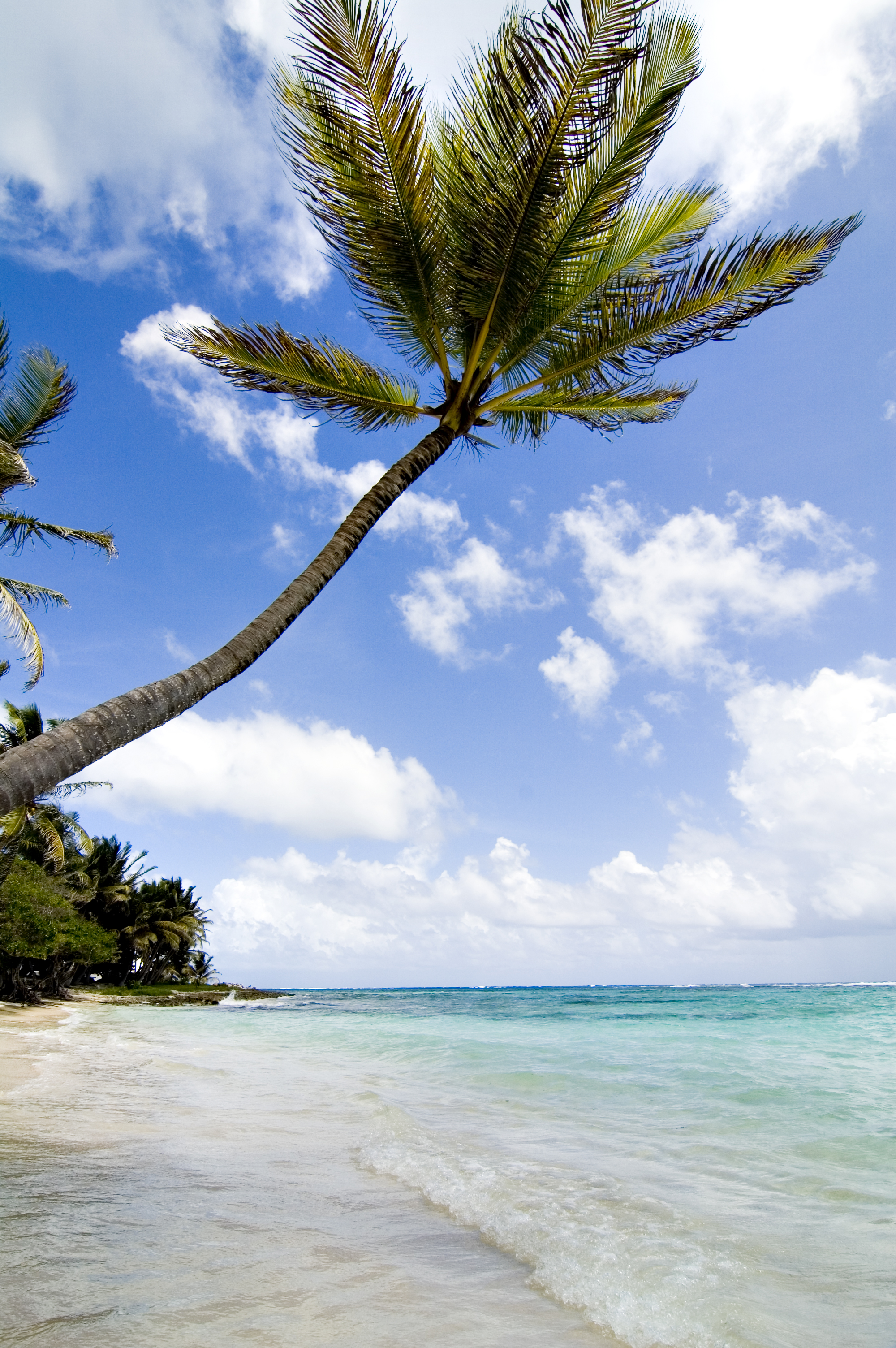
ماري جالانتي ، غوادلوب
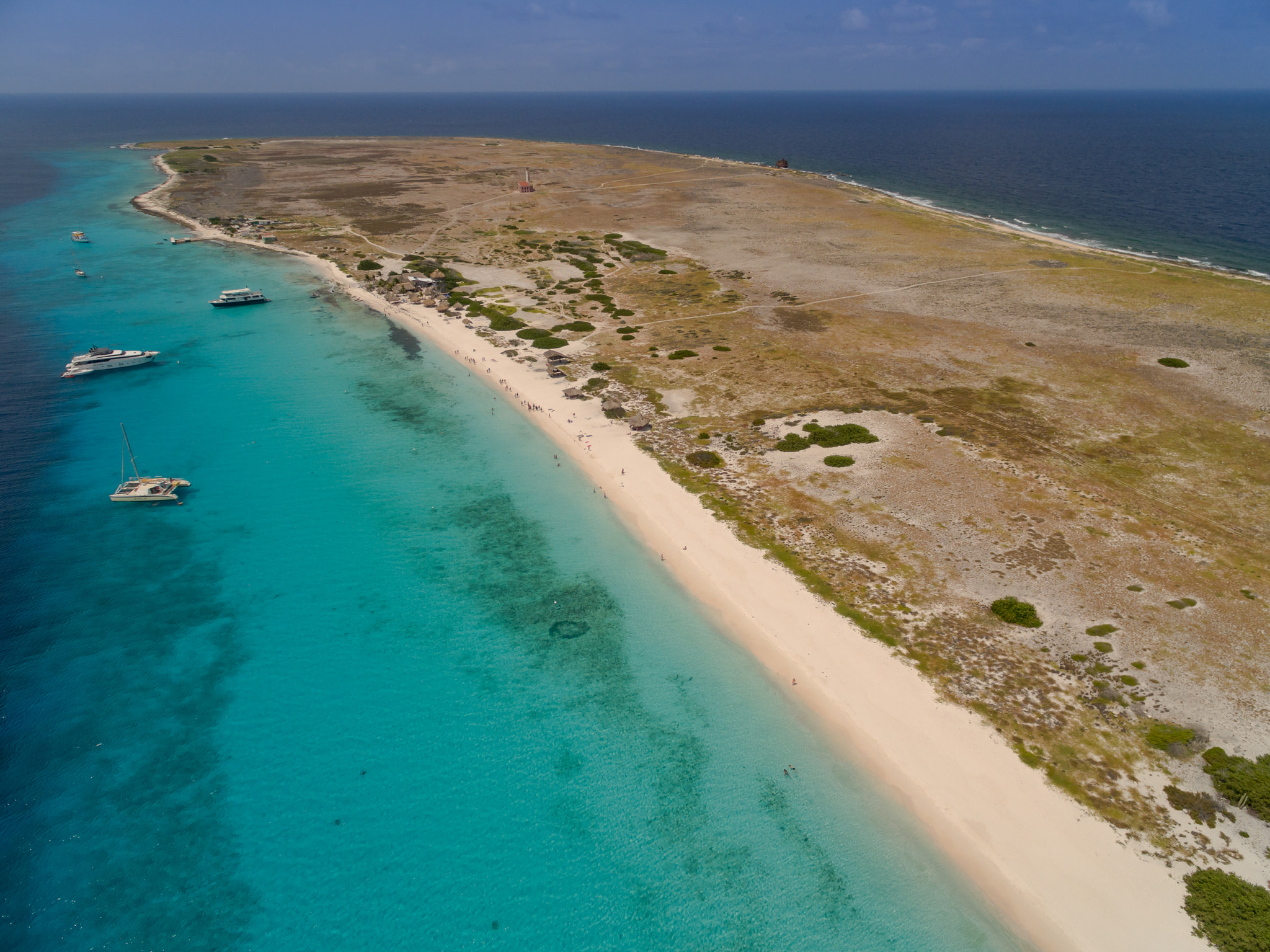
شاطئ كوراساو
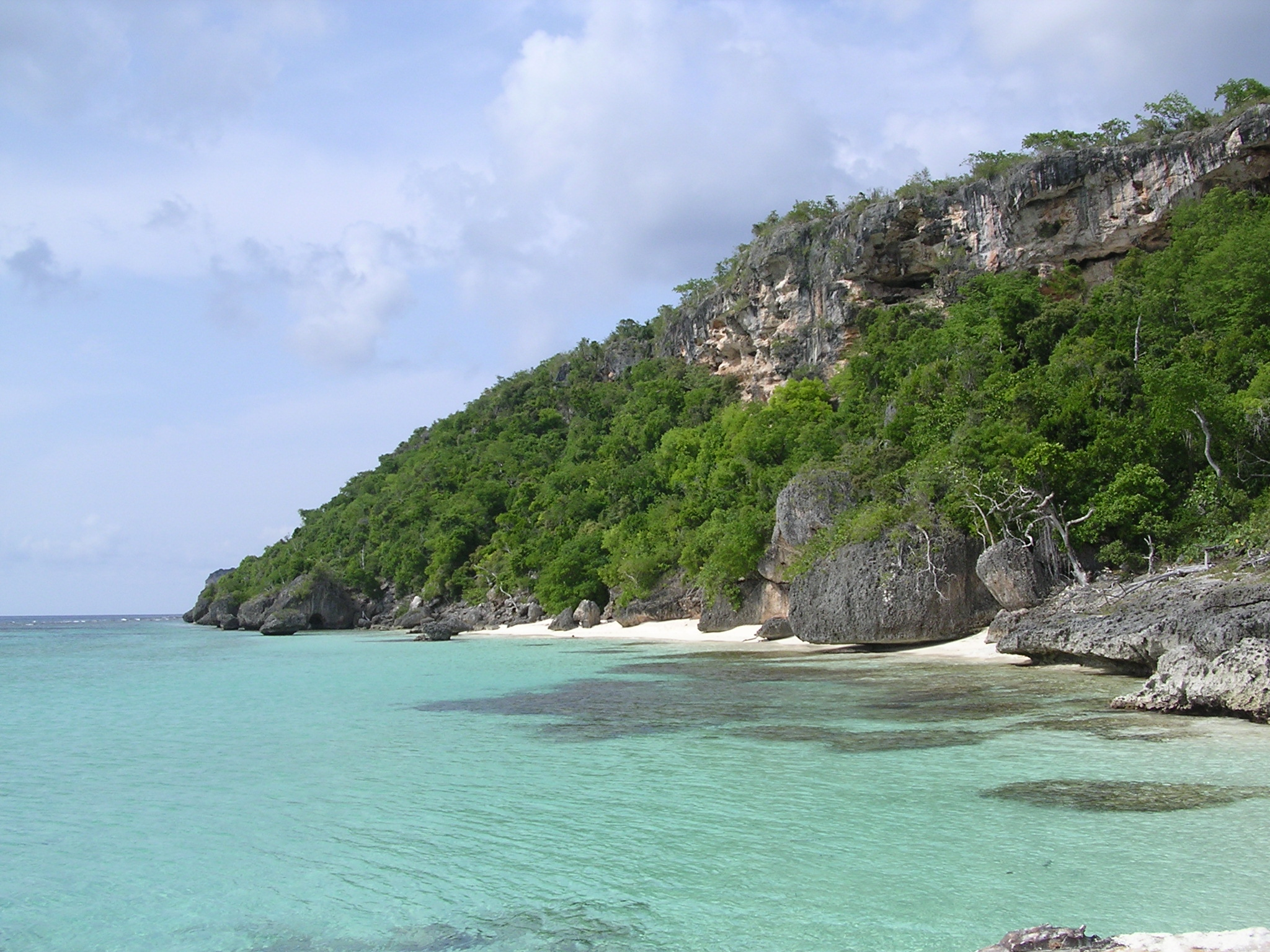
جزيرة منى, بورتو ريكو
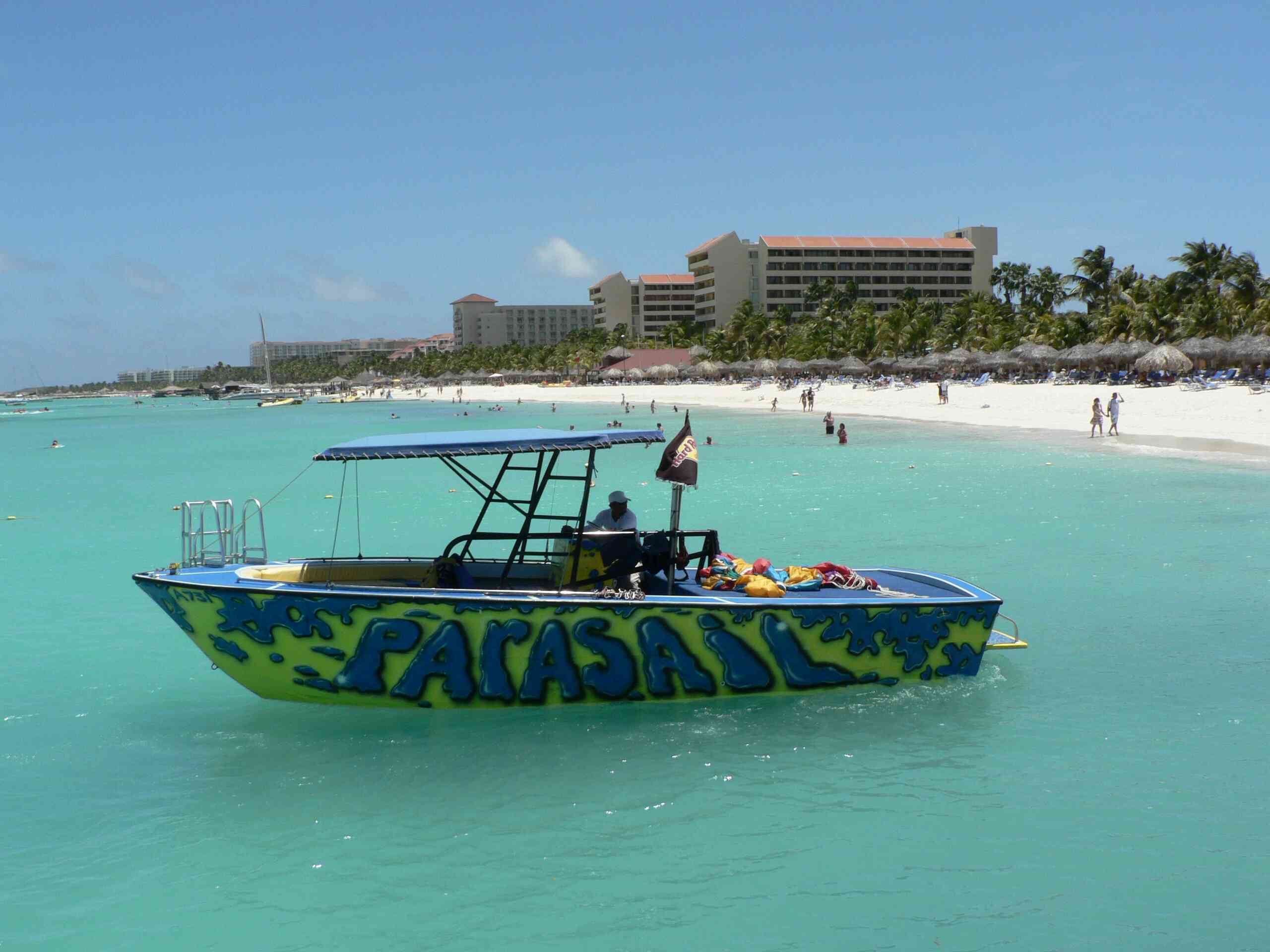
شاطئ بالم ، أروبا
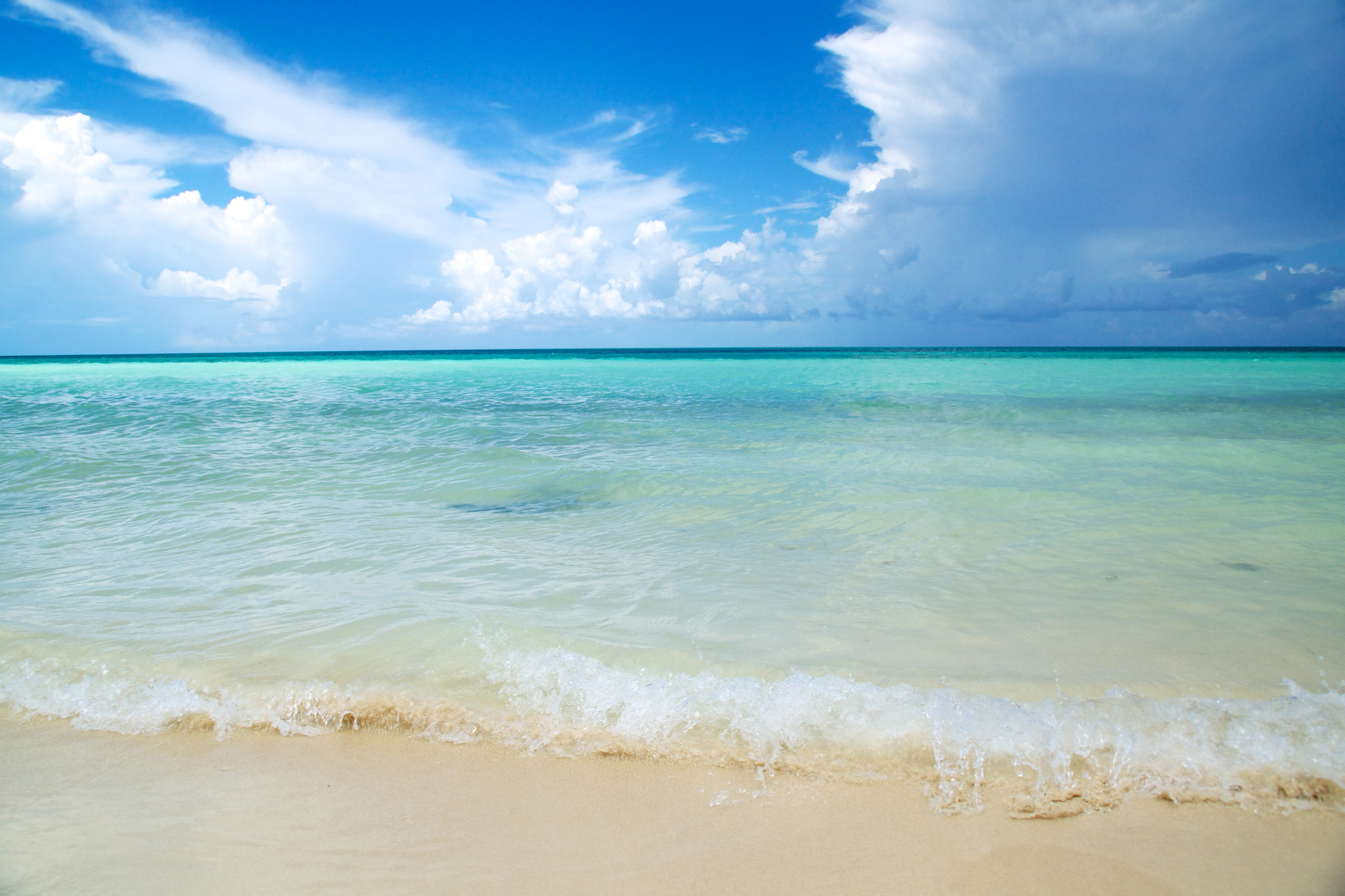
كايو كوكو ، كوبا
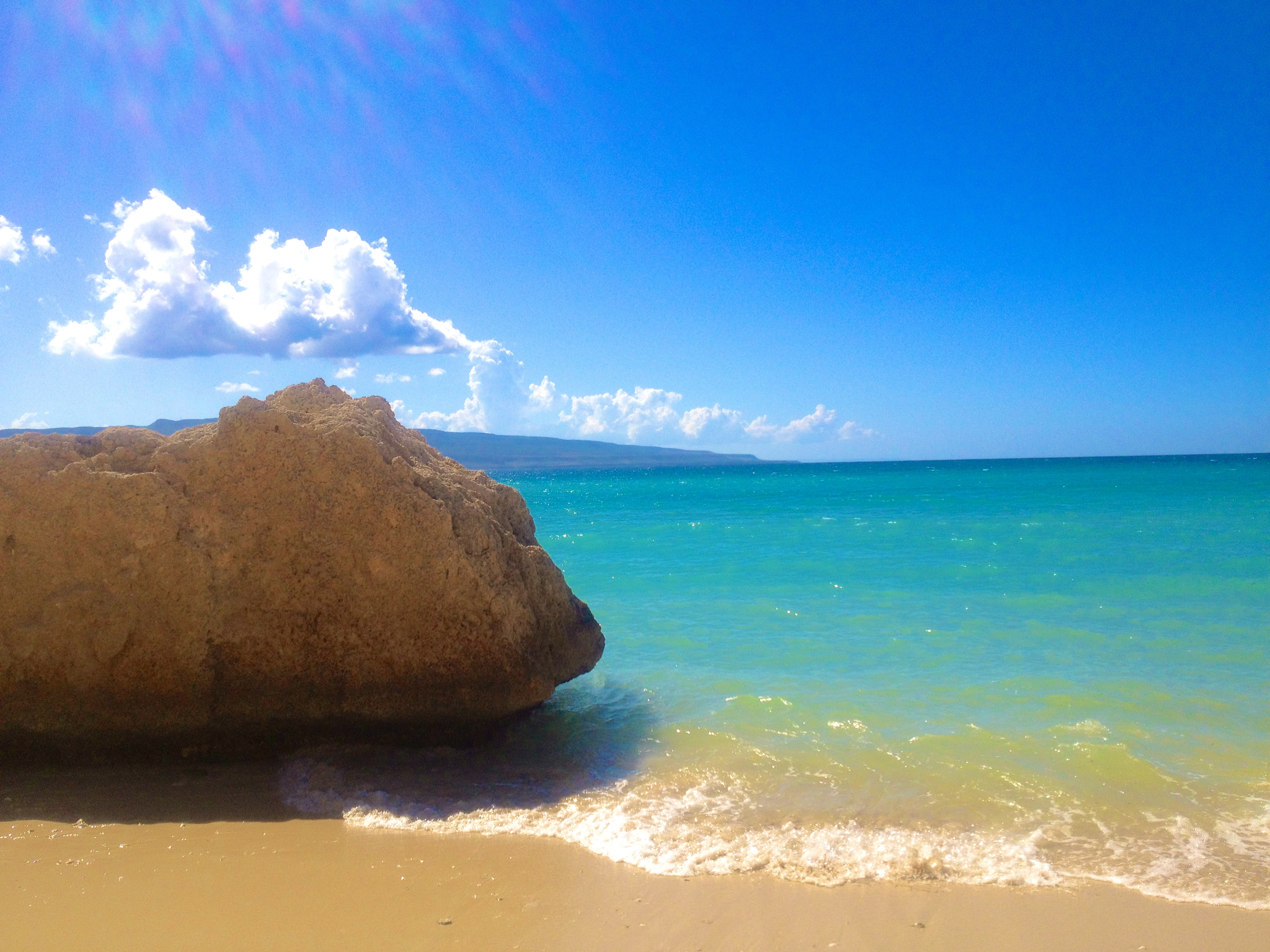
سان مارك ، هايتي
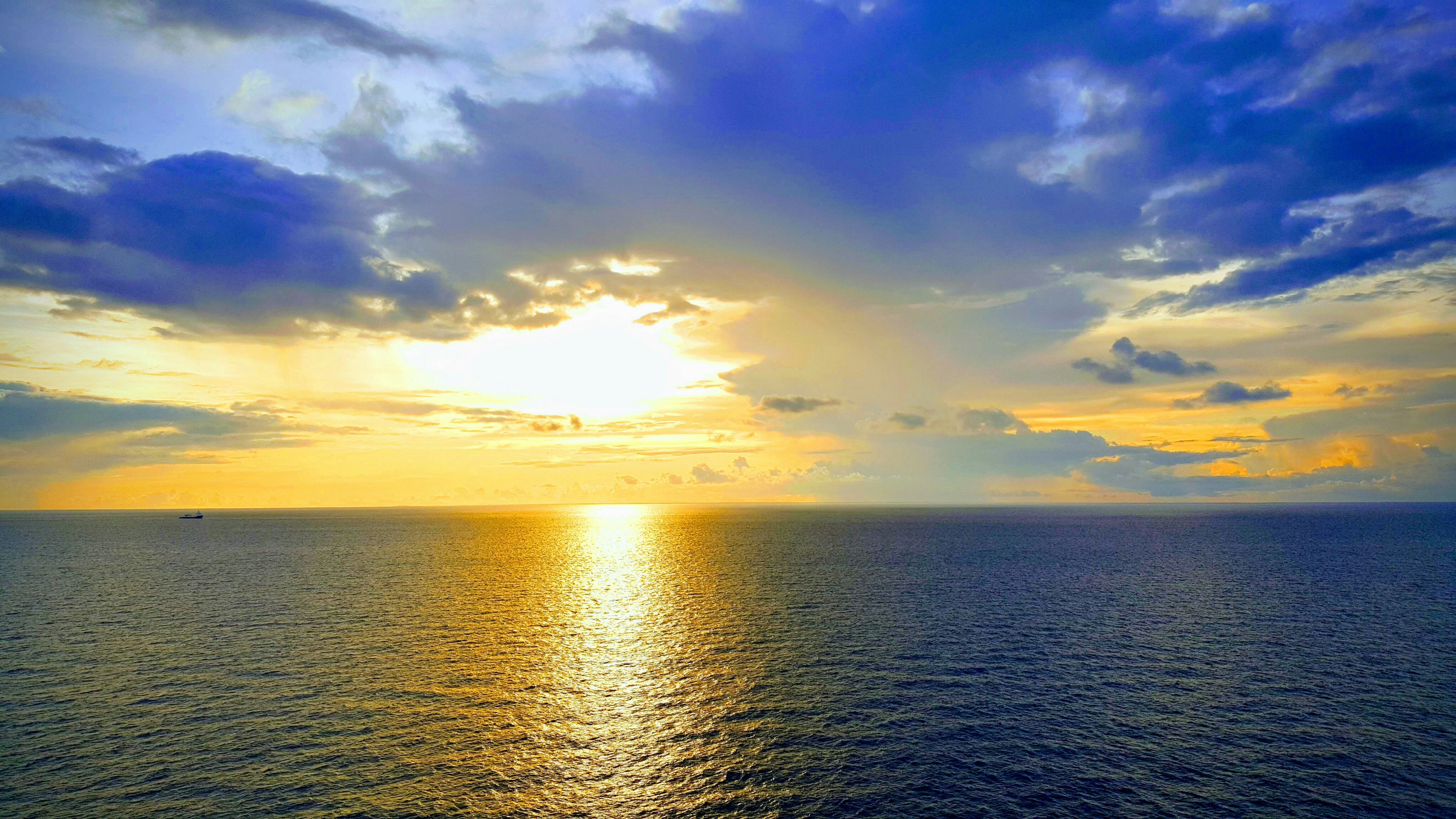
غروب الشمس في البحر الكاريبي

## دول ومقاطعات البحر الكاريبي
- جزر البهاما
- كوبا
- جامايكا
- هايتي
- جمهورية الدومينيكان
- بورتوريكو
- الجزر العذراء (البريطانية والأمريكية)
- أنغويلا
- سانت كيتس ونيفيس
- أنتيغوا وباربودا
- مونتسرات
- غوادلوب (من مقاطعات وأقاليم ما وراء البحار الفرنسية)
- دومينيكا
- مارتينيك (من مقاطعات وأقاليم ما وراء البحار الفرنسية)
- سانت لوسيا
- باربادوس
- سانت فينسنت والغرينادين
- غرينادا
- ترينيداد وتوباغو
- جزر توركس وكايكوس
- الأنتيل الهولندية
- جزر كايمان
- أروبا

## أعلام
- فرانك غرينوود
- ريكاردو كاسترو
- كينيث هارت موير
- إيرل ويفر
- هنتر مارشال الثالث

## روابط خارجية
- مركز الدراسات المتقدمة حول بورتوريكو ومنطقة البحر الكاريبي